# Рождество (Калінінський район)
Рождество (рос. Рождество) — присілок в Калінінському районі Тверської області Російської Федерації.
Населення становить 6 осіб. Входить до складу муніципального утворення Медновське сільське поселення.

## Історія
Від 2005 року входить до складу муніципального утворення Медновське сільське поселення.

## Населення
| 1886 | 1997 | 2008 | 2010 |
| ---- | ---- | ---- | ---- |
| 204  | ↘17  | ↘11  | ↘6   |